# Balatonvilágos
Balatonvilágos is een plaats (község) en gemeente in het Hongaarse comitaat Veszprém. Balatonvilágos telt 1204 inwoners (2001).